# リチャード・シンクレア
リチャード・シンクレア（Richard Sinclair、1948年6月6日 - ）は、カンタベリー・ロックの有数なバンドのメンバーであったイングランドのプログレッシブ・ロック・ベーシスト、ギタリスト、そしてボーカリストである。

## 略歴
イングランドのカンタベリーで生まれた彼の父親 (ディック・シンクレア) と祖父 (彼もディック・シンクレアとも呼ばれる) は、カンタベリー周辺で活動していた音楽芸能人だった。リチャードは3歳の時にウクレレ、6歳の時にギターを弾き始め、15歳の時、父親のダンスバンドを見に来たヒュー・ホッパーとブライアン・ホッパーに出会った。翌年、カンタベリー・ロックのルーツとされるバンド、ワイルド・フラワーズでギターを演奏し、一部はボーカルも担当した。

### キャラヴァン
1968年、キャラヴァンを結成し（初代メンバー）、このとき、楽器をベースに切り替えた。リード・ボーカルはパイ・ヘイスティングスと曲毎に分け合った。バンドの3枚目のアルバム『グレイとピンクの地』で、作曲家としての才能が開花した。自身が作曲し歌ったアルバム・タイトル曲や「ゴルフ・ガール」、叙事的な詩が印象的な「ウインター・ワイン」が収録されている。

### ハットフィールド・アンド・ザ・ノース
シンクレアは1972年にキャラヴァンを脱退し、元デリヴァリーのメンバーであるフィル・ミラー、ピップ・パイルと、ハットフィールド・アンド・ザ・ノースを結成した。彼らの残した2枚のアルバムでは、シンクレアの独特な佇まいの英語による歌声と、ますます印象に残るベースの演奏技術を楽しめる。最も愛されている曲「シェア・イット」、「レッツ・イート（リアル・スーン）」（歌詞はピップ・パイル）、「ハーフウェイ・ビトゥイーン・ヘヴン・アンド・アース」などを作曲した。
1974年、元ソフト・マシーンのドラマー、ロバート・ワイアットによる2枚目のソロ・アルバム『ロック・ボトム』に参加した。このアルバムはピンク・フロイドのドラマーであるニック・メイスンによってプロデュースされた。

### キャメル
1975年にハットフィールド・アンド・ザ・ノースが解散した後、シンクレアはカンタベリーに戻り、ユーモラスな音楽性だったとされるシンクレア・アンド・ザ・サウスの名前で、細々と音楽活動を続けながら、大工やキッチン・コーディネーターのビジネスを始めた。1977年に半リタイア状態から抜け出したのは、ベーシストが脱退したキャメルへの参加を頼まれたときだった。このバンドでは2枚のスタジオ・アルバムと、半分がライブ・アルバムの『ライヴ・ファンタジア』を残している。

### 1980年代
1980年代、彼の活動は散発的なものだった。1981年にフィル・ミラーやアラン・ゴーウェンとのコラボレーション・アルバム『ビフォー・ア・ワード・イズ・セッド』を録音し、1982年のアルバム『バック・トゥ・フロント』で再びキャラヴァンと録音し、ナショナル・ヘルスのゴーウェン追悼アルバム『D.S.アル・コーダ』（1982年頃）に収録された1曲で歌い、また、ロンドンのジャズ・クラブ「the Bull & Gate」滞在と、1984年のヨーロッパ・ツアーのため、フィル・ミラーのイン・カフーツに加わった。しかしイン・カフーツが最初のレコーディングを行う前に脱退してしまった。彼の声やベースは、この十年来ほとんど聴くことができなかった。1986年の短期オランダ・ツアーや、フィル・ミラーのアルバム『スプリット・セカンズ』 (1989年)へのゲスト参加くらいだった。

### キャラヴァン・オブ・ドリームス以降
1990年には、ハットフィールド・アンド・ザ・ノースの1度限りの再結成と、1990年から1991年にかけてのオリジナル・ラインナップによるキャラヴァンの再結成があった。
この時点で、シンクレアは自身のグループ、キャラヴァン・オブ・ドリームスを結成した。メンバーは、元キャメルのドラマーのアンディ・ウォード、ベースには元ハットフィールド・アンド・ザ・ノースのローディーだったリック・ビダルフ (ライブ演奏のみ)、それにプラスして、従兄弟のデイヴ・シンクレアと、サックス/フルート奏者のジミー・ヘイスティングスが時折、参加した。プロジェクト名を冠したアルバムは1992年に登場した。シンクレアの次の作品『R.S.V.P.』 (1994年) は、ピップ・パイル、トニー・コー、元ハッピー・ザ・マンのキーボード奏者、キット・ワトキンスを含む変動ラインナップでレコーディングされた。シンクレアがオランダに数年にわたって移住することとなったため、定期的なツアーは1996年に中止された。2002年になって再び音楽シーンに姿を現し、散発的なコンサートや過去のライブ音源をリリースしていたが、最も大きな出来事は2005年から2006年のハットフィールド・アンド・ザ・ノース再結成で、ピップ・パイルが2006年8月に亡くなり突然の終わりを迎えるまで続けられた。その直後、彼はマルティーナ・フランカのトルッロで生活すべくイタリアに永久移住するため、住み慣れたカンタベリーの家を退去した。2010年、トリオ編成のバンド、ダウト (アレックス・マグワイア、ミシェル・デルヴィル、トニー・ビアンコ) によるアルバム『ネヴァー・ペット・ア・バーニング・ドッグ』 (ムーンジューン・レコード) に参加し、バンドと一緒に日本とヨーロッパをツアーした。2013年から2014年には、イタリアのバンド、PropheXyと一緒にイタリア国内をツアーした。シンクレアは彼らのアルバム『Improvviso』の2曲のライブ・ボーナストラック (「Disassociation」「ゴルフ・ガール」) をレコーディングしている。

## バンド年表
- 1964年 - 1965年 ワイルド・フラワーズ (The Wilde Flowers) ※with ケヴィン・エアーズ、ロバート・ワイアット、ヒュー・ホッパーほか
- 1968年 - 1972年 キャラヴァン (Caravan)
- 1972年 - 1975年 ハットフィールド・アンド・ザ・ノース (Hatfield and the North)
- 1976年 シンクレア・アンド・ザ・サウス (Sinclair and the South)
- 1977年 - 1979年 キャメル (Camel)
- 1982年 キャラヴァン (Caravan) ※再加入
- 1982年 - 1984年 イン・カフーツ (In Cahoots)
- 1988年 スカブッシュ (Skaboosh)
- 1990年 ゴーイング・ゴーイング (Going Going)
- 1991年 - 1993年 キャラヴァン・オブ・ドリームス (Caravan of Dreams)
- 1994年 - 1996年 R.S.V.P. (R.S.V.P.) ※with ピップ・パイル、ディディエ・マレルブ、パトリス・メイヤー
- 1995年 - ?年 リチャード・シンクレア・バンド (Richard Sinclair Band) ※with トニー・コー、デヴィッド・レス・ウィリアムス
- 2005年 - 2006年 ハットフィールド・アンド・ザ・ノース (Hatfield and the North) ※再結成

## ディスコグラフィ

### リーダー・アルバム
- 『キャラヴァン・オブ・ドリームス』 - Richard Sinclair's Caravan of Dreams (1992年) ※キャラヴァン・オブ・ドリームス名義
- An Evening of Magic (1993年) ※キャラヴァン・オブ・ドリームス名義
- R.S.V.P. (1994年)
- 『フランスの何処かで』 - Somewhere in France (1996年) ※ヒュー・ホッパー&リチャード・シンクレア名義。1983年録音
- What in the World (1996年) ※Richard Sinclair, David Rees & Tony Coe名義
- Live Tracks (2002年)

### ワイルド・フラワーズ
- 『ザ・ワイルド・フラワーズ』 - Tales of Canterbury: The Wilde Flowers Story (1994年)
- 『ザ・ワイルド・フラワーズ』 - The Wilde Flowers (2015年)
- 『カンタベリー・サウンドの誕生』 - Canterburied Sounds, Vol.s 1-4 (Various artists 1998年)

### キャラヴァン
- 『キャラヴァン・ファースト・アルバム』 - Caravan (1968年)
- 『キャラバン登場』 - If I Could Do It All Over Again, I'd Do It All Over You (1970年)
- 『グレイとピンクの地』 - In the Land of Grey and Pink (1971年)
- 『バック・トゥ・フロント』 - Back to Front (1982年)
- 『ライヴ1990』 - Live 1990 (1992年)

### キャメル
- 『雨のシルエット』 - Rain Dances (1977年)
- 『ブレスレス - 百億の夜と千億の夢 -』 - Breathless (1978年)
- 『ライヴ・ファンタジア』 - A Live Record (1978年)

### ハットフィールド・アンド・ザ・ノース
- 『ハットフィールド＆ザ・ノース』 - Hatfield And The North (1974年)
- 『ザ・ロッターズ・クラブ』 - The Rotters Club (1975年)
- 『ライヴ1990』 - Live 1990 (1990年)
- Hatwise Choice (2005年)
- Hattitude (2006年)

### その他の参加アルバム
- ロバート・ワイアット ： 『ロック・ボトム』 - Rock Bottom (1974年)
- ゴーウェン、ミラー、シンクレア、トムキンス : 『ビフォー・ア・ワード・イズ・セッド』 - Before A Word Is Said (1981年)
- ナショナル・ヘルス : 『D.S.アル・コーダ』 - D.S. Al Coda (1982年)
- フィル・ミラー : 『スプリット・セカンズ』 - Split Seconds (1988年)
- Todd Dillingham With Richard Sinclair, Jimmy Hastings And Andy Ward : The Wilde Canterbury Dream (1992年)
- スカブッシュ : Freetown (1993年) ※1988年録音
- ピップ・パイル : 『セヴン・イヤー・イッチ』 - 7 Year Itch (1998年)
- デイヴ・シンクレア : 『フル・サークル』 - Full Circle (2003年)
- デイヴ・シンクレア : Into The Sun (2003年)
- セオ・トラヴィス : Earth to Ether (2003年)
- フィル・ミラー / イン・カフーツ : 『陰謀の理論』 - Conspiracy Theories (2006年)
- ダウト : 『ネヴァー・ペット・ア・バーニング・ドッグ』 - Never pet a burning dog (2010年)[2]
- WMWS（ロバート・ワイアット、デイヴ・マクレエ、ゲイリー・ウィンド & リチャード・シンクレア） : 『ワン・ナイト・スタンド』 - One Night Stand (2015年) ※1974年録音